# Ismaïla Sy
Ismaïla Sy (Versailles, 29 maggio 1979) è un ex cestista francese.

## Carriera
Professionista nel Campionato francese in ProA e ProB, in Germania nella Basketball-Bundesliga e in Italia in Serie A e Legadue.
In Italia ha vestito le maglie della Viola Reggio Calabria e della Pallacanestro Trieste.
Nel corso della stagione 2008-09, ha militato in tre squadre: fino a dicembre 2008 nel JL Bourg-en-Bresse; da gennaio a marzo 2009 nel Stade clermontois Basket Auvergne; nel maggio 2009 nel Boulazac Basket Dordogne. Nella stagione 2009-2010 ha militato nel Fos sur Mer, in Pro B (seconda divisione francese).